# Ustrój polityczny Macedonii Północnej
Ustrój polityczny Macedonii Północnej opiera się na zasadzie demokratycznej republiki, w której premier jest szefem rządu, a w parlamencie zasiadają przedstawiciele różnych partii politycznych. Władza wykonawcza pozostaje w gestii rządu, władza ustawodawcza jest domeną parlamentu i rządu, a władzę sądowniczą sprawują sądy, które są niezależne od egzekutywy i legislatywy.

## Władza wykonawcza

### Prezydent republiki
Rola prezydenta jest w większości ceremonialna. Rzeczywiste uprawnienia pozostają w gestii szefa rządu. Prezydent Macedonii Północnej jest wodzem naczelnym sił zbrojnych i przewodzi obradom państwowej Rady Bezpieczeństwa. Wybierany jest on na kadencję 5-letnią. Jedna osoba może sprawować ten urząd tylko dwukrotnie. Obecnym prezydentem Macedonii Północnej jest Gordana Siłjanowska-Dawkowa. Została ona wybrana na to stanowisko w maju 2024 roku.

### Rząd
Prezydent jest zobligowany do powierzania misji tworzenia rządu osobie, która została wybrana na stanowisko premiera przez partie mające większość w parlamencie. Kandydat na szefa gabinetu musi uzyskać w drodze głosowania wotum zaufania od izby.
Obecny rząd jest popierany przez koalicję następujących ugrupowań: WMRO-DPMNE, Demokratyczna Partia Albańczyków, Liberalna Partia Macedonii, Nowa Partia Socjaldemokratyczna, Socjalistyczna Partia Macedonii i Partia dla Ruchu Tureckiego w Macedonii.

## Władza ustawodawcza
Macedoński parlament – Zgromadzenie (mac. Sobranie) składa się ze 120-123 deputowanych wybieranych na czteroletnią kadencję - w zależności od tego, ilu deputowanych wybierze macedońska diaspora (od 0 do 3). Zgromadzenie wybrane w grudniu 2017 roku składa się ze 120 deputowanych, czyli macedońska diaspora nie wybrała ani jednego deputowanego.

## Władza sądownicza
Władza sądownicza jest sprawowana przez sądy. Na szczycie całego systemu sądowniczego znajduje się Sąd Najwyższy, Sąd Konstytucyjny i Republikańska Rada Sądownicza. Ta ostatnia zajmuje się powoływaniem sędziów na ich stanowiska.

## Podział administracyjny
Wraz z przyjęciem nowego prawa i po wyborach w 2005 roku, kraj podzielony jest na 78 okręgów (mac. opštini, l.poj. opština). Stolica państwa, Skopje, jest grupą dziesięciu okręgów, traktowanych wspólnie jako „Miasto Skopje”. Okręgi w Republice Macedonii Północnej są również jednostkami samorządowymi. Sąsiadujące ze sobą jednostki mogą się łączyć w stowarzyszenia mające na celu polepszanie współpracy pomiędzy nimi.